# Овёснов, Александр Михайлович
Алекса́ндр Миха́йлович Овёснов (21 февраля 1913 года, Самара — 15 декабря 1972, Пермь) — советский ботаник, доктор биологических наук, заведующий лабораторией ботаники Естественнонаучного института при Пермском университете (1945-1964), профессор кафедры морфологии и систематики растений Пермского университета.
Первооткрыватель и первый исследователь горных лугов Урала. Участник Великой Отечественной войны. Первый из защитивших докторскую диссертацию в Пермском университете (1965).

## Биография
В 1931 году поступил в Пермский университет. Здесь он специализировался по геоботанике у профессора В. И. Баранова и профессора В. А. Крюгера. После окончания университета в 1936 году оставлен ассистентом кафедры морфологии и систематики растений.
С 1938 по 1945 год служил в Красной армии. Командовал разведвзводом, был военным комендантом города Петрозаводска (после его освобождения), демобилизован в звании капитана.
С 1945 по 1964 год работал старшим научным сотрудником и заведующим лабораторией ботаники Естественнонаучного института при Молотовском (Пермском) университете.
С декабря 1948 по февраль 1952 года — редактор газеты «Пермский университет».
С 1964 года — доцент кафедры морфологии и систематики растений Пермского университета. С этого времени начал преподавательскую деятельность, читал лекции по морфологии и экологии растений, геоботанике и луговедению.
Доктор биологических наук (1965), профессор кафедры морфологии и систематики растений (1966). 
Сын Сергей (род. 1952) — также известный ботаник.

## Научная деятельность
Занимался вопросами луговедения. Его внимание привлекли субальпийские луга Северного и Среднего Урала на горах Кваркуш, Ослянка, Шудья, Оше-Ньер, Чувал и др., а также луга в долинах горных рек Вишеры и Сосьвы. Изучал флору Пермской области, организовал экспедиции в её западную и южную части. Собрал большой, свыше 13 тыс. образцов, гербарий. Материалы по исследованию горных лугов Вишерского Урала стали основой кандидатской диссертации (1947).
А. М. Овеснов является первооткрывателем и первым исследователем горных лугов Урала. Ранее предполагалось, что в этой части Уральского хребта имеются лишь фрагменты горных лугов. А. М. Овеснов показал широкое распространение их здесь, охарактеризовал во флористическом, фитоценологическом и хозяйственном отношении, и выяснил условия, благоприятствующие их развитию (обилие летних и зимних осадков, присутствие плосковершинных и пологовосклонных гор, наличие на них мелкоземистого субстрата).
C начала 1950-х годов А. М. Овеснов изучал морфологию и экологию прорастания семян дикорастущих злаков. Им было изучено прорастание семян у 45 видов луговых, горно-альпийских, таёжных и неморальных злаков. Эти исследования доставили некоторые новые данные о строении зерновок злаков и установили, что прорастание их начинается с роста колеоризы (фаза колеоризы), а не зародышевого корня, как считалось до сих пор. Для изученных видов злаков подробно освещены вопросы о влиянии температуры, света, увлажнения, условий и длительности хранения на жизнеспособность и прорастание семян. Как показал А. М. Овёснов, свойства семян растений определяются не столько систематическим положением соответствующих видов, сколько экологическими условиями их произрастания, причем не только .в настоящее время, но и в прошлом, когда происходило становление этих видов.
С 1965 года Пермскому университету дано право защиты докторских диссертаций. Диссертация, защищённая А. М. Овёсновым в университете 27 октября 1965 года, стала первой в истории вуза защитой докторской. Она была посвящена экологии прорастания семян луговых злаков.
C 1967 года А. М. Овеснов начал заниматься изучением флоры Пермской области. Ученый провел флористические исследования в её западной и юго-западной части. В эти годы (1968—1971) обнаружено около 40 видов растений, ранее не указанных для Пермской области; был собран большой гербарий (около 13 тысяч листов) с намерением составить в будущем «Определитель высших растений Пермской области».
В честь А. М. Овёснова назван один из видов лютиков R. ovessnovii Tzvel.

## Основные работы
- К вопросу о размерах пробного участка при исследованиях фитоценозов материкового луга // Уч. зап. Пермск. ун-та, 1936. 2, 4 : 137—142.
- Опыт определения степени замоховения материковых лугов // Уч. зап. Пермск. ун-та, 1937. 3, 1 : 37-86.
- Горные луга Вишерского Урала // Тр. Естественнонаучн. ин-та при Пермск. ун-те, [null 1948.] 10, 1 : 3-86.
- Заметки об олуговении горных тундр на Северном Урале // Изв. Естественнонаучн. ин-та при Пермск. ун-те, 1948. 12, 8 : 313—325.
- Луга долины реки Сосьвы (Средний Урал) // Изв. Естественнонауч. ин-та при Пермск. ун-те, 1950. 12, 10:445-459.
- Естественные луга в верховьях реки Вишеры (Северный Урал) // Изв. Естественно-научн. ин-та при Пермск. ун-те, [null 1951.] 13, 2-3:219-240.
- Заметка о нахождении белоуса в окрестностях города Перми // Изв. Естественно-научн. ин-та при Пермск. ун-те, 1951. 13, 2-3:249-251.
- Горные луга Лопьинского Камня и хребта Оше-Ньер // Изв. Естественнонаучн. ин-та при Пермск. ун-те, [null 1952.] 13, 4-5 : 289—313.
- Горные луга Западного Урала. Пермь, 1952. 3-131.
- Бор развесистый (биологические особенности и кормовое значение) // Изв. Естественнонаучн. ин-та при Пермск. ун-те, 1953. 13, 7 : 641—660.
- Опыт пастбищного использования люцерны в Пермской области // Пути укрепления кормовой базы. Свердловск: 1954. С. 33-40.
- Суданская трава в Пермской области. Пермь: 1955. 1-44.
- Двухзародышевые семена злака // Природа, 1956. № 11: 111—112.
- Новые кормовые культуры в Пермской области // Чему учит областная сельскохозяйственная выставка 1955 года. Пермь, 1956: 337—341 (Совместно с А. И. Обориным).
- Продолжительность жизни люцерны при различных способах использования её посевов в Пермской области // Изв. Естественнонаучн. ин-та при Пермск. ун-те, 1956. 13, 9 ; 41-50.
- К познанию биологии и кормовой ценности чины весенней // Изв. Естественнонаучн. ин-та при Пермск. ун-те, 1957. 13, 10 : 131—152.
- Опыт возделывания эспарцета в Пермской области // Изв. Естественнонаучн. ин-та при Пермск. ун-те, 1957. 14, 1 : 31-42. (Совместно с М. А. Киликеевой).
- Особенности прорастания семян некоторых лесных злаков // Изв. Естественнонаучн. ин-та при Пермск. ун-те, [null 1958.] 14, 2 : 3-50.
- Типы горных лугов Урала, их распространение, продуктивность и использование // Докл. Пермск. Отд. Географ, общ. СССР, 1958. 1, 1 : 1-3.
- Изучение в культуре некоторых высокогорных и лесных злаков // Труды Ботанического института им. В. Л. Комарова АН СССР, 1959. Сер. 6, вып. 7: 221—224.
- Новые кормовые травы в Пермской области. Пермь; 1959. 1-68.
- О влиянии подземных частей пырея и осота на прорастание семян луговых трав. ДАИ СССР, 1959. 127, 1 : 224—226 (Совместно с А. А. Щекиной).
- Опыт выращивания кормовых растений в мелководьях Камского водохранилища // Матер. Всесоюзн. совещ. по эксплуатации Камского водохранилища. Пермь, 1959. Вып. 1 : 1 −11 (Совместно с С. С. Колотовой и М. И. Киликеевой).
- Влияние стратификации на всхожесть труднопрорастающнх семян дикорастущих злаков // Бюлл. Гл. Бот. сада АН СССР, [null 1960.] 39 : 48-54.
- Особенности корней многолетних злаков на ранних фазах развития и условия успешного выживания всходов // Межвузовская научная конференция по вопросу создания прочной кормовой базы в зоне достаточного увлажнения. Пермь,1960 : 125—129. (Совместно с Л. И. Волковой).
- Влияние температуры на прорастание твердых семян дикорастущих бобовых растений // Изв. Естественнонаучн. ин-та при Пермск. ун-те, [null 1961.] 14, 5 : 89-99 (Совместно с Л. И. Волковой).
- Корни дикорастущих злаков в ранних фазах развития растений // Изв. Естественнонаучн. ин-та при Пермск. ун-те, 14, 5: 115—134.
- Морфобиология прорастания семян дикорастущего костра безостого // Изв. Естественнонаучн. ин-та при Пермск. ун-те, 1961. 14, 5 : 63-84.
- Полиэмбриония у дикорастущих злаков // Изв. Естественнонаучн. ин-та при Пермск. ун-те, 1961. 14, 5 : 135—141.
- Прорастание семян бекманнии обыкновенной // Изв. Естественнонаучн. ин-та при Пермск. ун-те, 1961. 14, 5 ; 101 −113.
- Влияние корневищ костра на прорастание семян некоторых дикорастущих растений // Тезисы докладов научной конференции по вопросам экспериментальной, геоботаники. Казань [null , 1962]. : 71-73.
- Растительность мелководий Сылвенского залива Камского водохранилища на третьем и четвёртом году наполнения // Бюлл. Ин-та биологии водохранилищ, [null 1962.] 12 : 15-17 (Совместно с Г. А. Аристовой).
- Биология семян дикорастущей ежи сборной // Изв. Естественнонаучн. ин-та при Пермск. ун-те, 1963. 14, 6: 17-31 (Совместно с Г. А. Аристовой).
- Возделывание кормовых растений в мелководьях и на сырых берегах Пермского водохранилища // Изв. Естественнонаучн. ин-та при Пермск. ун-те, 1963. 14, 6 : 5-15 (Совместно с С. С. Колотовой, А. И. Поспеловой, Г. А. Аристовой).
- Всхожие семена в почве, затопляемой водами Пермского водохранилища // Материалы по биологии и гидрологии волжских водохранилищ. М.-Л. 1963. : 10-12.
- Роль экологических факторов в прорастании семян пырея ползучего // Изв. Естественнонаучн. ин-та при Пермск. ун-те, 1963. 14, 6 : 33-42.
- К биологии прорастания семян белоуса // Изв. Естественнонаучн. ин-тa при Пермск. ун-те, [null 1964.] 14, 7 : 15-22.
- К экологии прорастания семян гидрофильных злаков // Ботанический журнал, 1964. 49, 8: 1187—1192.
- Пятнадцатилетние наблюдения за изменением растительности материкового луга. Изв. Естественнонаучн. ин-та при Пермск. ун-те, 1964. 14, 7 : 41-56.
- Экология прорастания семян дикорастущего канареечника тростникововидного // Изв. Естественнонаучн. ин-та при Пермск. ун-те, 1964. 14, 7 ; 3-13 (Совместно с Г. А. Аристовой).
- Морфология и экология прорастания семян дикорастущих злаков. Автореф. докт. дисс. Пермск. ун-т. 1965.
- К изучению биологии прорастания и возможности семенного размножения цицании широколистной // Растительные ресурсы, 1966. 4 ; 556—561 (Совместно с Г. А. Аристовой).
- Покой семян дикорастущих злаков и пути его устранения // Уч. зап. Пермск. ун-та, Биология, [null 1966.] 130 : 3-18.
- Улучшение и рациональное использование лугопастбищных угодий. Пермь, 1966. : 3-138 (Совместно с Н. Г. Каракуловой и А. Г. Першиным).
- О методике определения полевой всхожести семян многолетних трав // Межвузовское совещание по вопросам агрофитоценологии. Тезисы докладов. Казань, 1967. 92- 95.
- Морфология зерновок и проростков дикорастущих злаков // Всесоюзная межвузовская конференция по морфологии растений. Рефераты докладов. М., 1968 : 211—212.
- Продолжительность жизни семян дикорастущих злаков // Уч. зап. Пермск. ун-та, Биология, 1979: 268—273.
- Всхожесть свежеубранных плодов некоторых видов осок Центрального Приуралья // Уч. зап. Пермск. ун-та, Биология, 1970. 206: 109—117 (Совместно с Р. П. Пьянковой).
- К вопросу о гигроскопических свойствах твердых семян // Уч. зап. Пермск. ун-та, Биология, 206: 89-95.
- К экологии прорастания зерновок ковылей // Экология. 1971. № 3; 41-46 (Совместно с С. А. Овёсновым).

## Награды
- Орден Красной Звезды.
- Медаль «За трудовую доблесть».
- Медаль «За оборону Советского Заполярья».
- Медаль «За победу над Германией в Великой Отечественной войне 1941—1945 гг.».
- Медаль «За доблестный труд в ознаменование 100-летия со дня рождения В. И. Ленина».
- Медаль «50 лет Вооруженных сил СССР».
- Медаль «20 лет победы в Великой Отечественной войне 1941—1945 гг.».